# محوطه گورستان گر زور
محوطه گورستان گر زور مربوط به دوران پیش از تاریخ ایران باستان است و در شهرستان پل‌دختر، دهستان بلائی، روستای پران پرویز واقع شده و این اثر در تاریخ ۱۰ مهر ۱۳۸۰ با شمارهٔ ثبت ۴۰۷۱ به‌عنوان یکی از آثار ملی ایران به ثبت رسیده است.